# Egwale Anbesa
Egwale Anbesa fut un prétendant au titre de Roi des Rois d'Éthiopie, titre qu'il s'attribuera en 1832.